# Maintirano Airport
Maintirano Airport (franska: Aéroport de Maintirano) är en flygplats i Madagaskar.   Den ligger i regionen Melakyregionen, i den nordvästra delen av landet, 400 km väster om huvudstaden Antananarivo. Maintirano Airport ligger 26 meter över havet.
Terrängen runt Maintirano Airport är platt. Havet är nära Maintirano Airport västerut. Runt Maintirano Airport är det ganska glesbefolkat, med 48 invånare per kvadratkilometer. Närmaste större samhälle är Maintirano, 1,6 km söder om Maintirano Airport. 